# Sud-Ouest (Montréal)
Le Sud-Ouest is een arrondissement van de stad Montréal, gelegen in het zuidoosten van de stad, rond het Canal de Lachine dat van 1821 tot 1824 werd gegraven. Tot het arrondissement behoren onder meer de buurten Saint-Henri, La Petite-Bourgogne, Griffintown, Pointe-Saint-Charles, Côte-Saint-Paul en Ville-Émard.
In het oosten grenst het arrondissement aan de Saint Lawrence, in het zuiden liggen de arrondissementen Verdun en LaSalle, in het westen het arrondissement Côte-des-Neiges–Notre-Dame-de-Grâce en de onafhankelijke gemeente Westmount en in het noorden het arrondissement Ville-Marie. Westmount is omgeven door de arrondissementen Ville-Marie, Le Sud-Ouest en Côte-des-Neiges–Notre-Dame-de-Grâce.
De naamgeving reflecteert naar de gewoonte in de Canadese provincie Québec om de Saint Lawrence te zien als een oost-westelijke as, en alle richtingsaanduidingen overeenkomstig aan te passen. Zeker in Montréal waar de Saint Lawrence bijna van zuid naar noord, maar zeker van zuidwest naar noordoost stroomt, verkrijgt men het effect dat het "noorden" eigenlijk het noordwesten of westen is. De wijk Sud-Ouest (Zuidwesten) ligt dan ook eigenlijk in het zuidoosten van Montréal.